# صحيفة السوق المتوسط
صحيفة السوق المتوسط هي واحدة من الصحف التي تحاول تلبية احتياجات القراء الذين يرغبون في بعض الترفيه من صحيفتهم وكذلك تغطية الأحداث الإخبارية الهامة. إن وضع السوق المتوسط هو نقطة المنتصف في سلسلة ذات ثلاثة مستويات للجدية الصحفية؛ فصحف السوق المرتفع بوجه عام تغطي الأخبار الجادة وصحف السوق المنخفض تفضل القصص المثيرة. في المملكة المتحدة ومنذ اندثار صحيفة توداي اليومية (1986 - 1995)، أصبحت فقط صحف السوق المتوسط القومية هي ديلي ميل وديلي إكسبريس، ويمكن تمييزهما من خلال الترويسة الخاصة بهما باللون الأسود (وتستخدمان حجم الورق التابلويد سهل الحمل)، وذلك خلافًا لصحف التابلويد الخاصة بالسوق المنخفض ذات الترويسة باللون الأحمر. وصحف السوق المتوسط الأمريكية المعروفة هي أمريكا اليوم وشيكاغو سن-تايمز ونيويورك ديلي نيوز.